# Chionanthus
- Commons
- Wikispecies

Chionanthus L. é um gênero botânico da família Oleaceae
Encontrado nas Américas, na África, Ásia e na Austrália.

## Sinonímia
| - Bonamica Vell. - Campanolea Gilg et G. Schellenb. - Ceranthus Schreb. - Cylindria Lour. - Dekindtia Gilg - Freyeria Scop. | - Linociera Sw. ex Schreb. - Majepea Post et Kuntze - Mayepea Aubl. - Minutia Vell. - Thuinia Raf. |

## Espécies
O gênero é formado por 211 espécies:
| - Chionanthus albidiflorus - Chionanthus axillaris - Chionanthus axilliflorus - Chionanthus brachythyrsus - Chionanthus caudatus - Chionanthus compactus - Chionanthus domingensis - Chionanthus foveolatus - Chionanthus guangxiensis - Chionanthus hainanensis - Chionanthus henryanus - Chionanthus holdridgei | - Chionanthus intermedius - Chionanthus ligustrinus - Chionanthus longiflorus - Chionanthus picrophloia - Chionanthus pubescens - Chionanthus pygmaeus - Chionanthus quadristamineus - Chionanthus ramiflorus - Chionanthus retusus - Chionanthus sleumeri - Chionanthus virginicus |

- «Lista completa»

## Classificação do gênero
| Sistema | Classificação                    | Referência               |
| ------- | -------------------------------- | ------------------------ |
| Linné   | Classe Diandria, ordem Monogynia | Species plantarum (1753) |